# Kurt Bolender

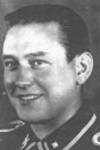
Kurt Bolender

Heinz Kurt Bolender (* 21. Mai 1912 in Duisburg; † 10. Oktober 1966 in Hagen) war ein deutscher SS-Oberscharführer und an der „Aktion T4“ und der „Aktion Reinhardt“ sowie an der Niederschlagung des Aufstandes von Sobibór beteiligt. Vor dem Landgericht Hagen wurde er wegen seiner Verbrechen angeklagt. Kurz vor Urteilsverkündigung nahm er sich in der Untersuchungshaft das Leben.

## Leben
Kurt Bolender war von Beruf Eisenkontrolleur, er trat zum 1. Januar 1931 der NSDAP bei (Mitgliedsnummer 408.472) und war Mitglied der SS (SS-Nummer 47.553). Er kam 1939 von den SS-Totenkopfverbänden zur SS-Division Totenkopf. 

### Aktion T4
Bald darauf wurde er von dort zur „Aktion T4“ abgestellt und war in diesem Rahmen in verschiedenen „Euthanasie“-Anstalten (Hartheim, Hadamar, Brandenburg und Sonnenstein) als „Leichenverbrenner“ beschäftigt. 
Im Winter des 1941/42 war Bolender an der Ostfront in der Sowjetunion bei Verwundetentransporten eingesetzt und kam von dort im Frühjahr 1942 zur „Aktion Reinhardt“.

### Aktion Reinhardt
Im Gefolge von Franz Stangl kam Bolender am 22. April 1942 im Vernichtungslager Sobibor an. In Sobibor war Bolender zunächst Leiter des Lagers III („Totenlager“) und hatte zudem die Aufsicht über die jüdischen Arbeitskommandos, im Herbst 1942 übernahm er die Leitung der Trawniki-Wachmannschaft in Sobibor. 
Im Dezember 1942 wurde Bolender von einem SS- und Polizeigericht in Krakau zu einer Haftstrafe im SS-Strafvollzugslager Danzig-Matzkau verurteilt, da er eine Zeugin in seinem Ehescheidungsverfahren zum Meineid angestiftet hatte. 
Nach dem bewaffneten Aufstand in Sobibor am 14. Oktober 1943 wurde er im Rahmen der Abwicklung des Lagers wieder in Sobibor eingesetzt. Danach war er im SS-Arbeitslager Dorohucza bei Lublin und den Deutschen Ausrüstungswerken eingesetzt. 
Wahrscheinlich Anfang 1944 wurde er in der Operationszone Adriatisches Küstenland zur Sonderabteilung Einsatz R nach Triest versetzt, die der „Judenvernichtung“, der Konfiszierung jüdischen Vermögens und der Partisanenbekämpfung diente. Im Januar 1945 wurde Bolender mit dem Eisernen Kreuz II. Klasse ausgezeichnet. Im Zuge des nahenden Kriegsendes zogen sich Ende April 1945 die Einheiten der „Sonderabteilung Einsatz R“ aus Norditalien zurück und Bolender gelangte wieder nach Deutschland.

### Nachkriegszeit
Nach dem Krieg tauchte Bolender zunächst unter dem falschen Namen „Heinz Brenner“, als Adaption an seine frühere Tätigkeit als Leichenverbrenner, unter und besorgte sich später in Kärnten gefälschte Papiere auf den Namen „Wilhelm Kurt Vahle“. Seine Verlobte, eine ehemalige T4-Mitarbeiterin, mit der er ab November 1945 bei Hamburg lebte, ließ ihn (als Kurt Bolender) amtlich für tot erklären. 
Anfang der 1950er Jahre war er in Hamburg gemeldet und erhielt dort einen auf den Namen „Vahle“ lautenden Personalausweis und später auch einen dementsprechenden Reisepass. Aus Tarnungsgründen wurde als Geburtsort ein Ort in Ostpreußen angegeben. In den 1950er Jahren arbeitete Bolender alias Vahle im Hamburger Hofbräuhaus und der Er- und Siebar in Hamburg als Portier. Bolender, der mit dem ehemaligen T4-Mitarbeiter und Vorgesetzten der „Sonderabteilung Einsatz R“ Dietrich Allers befreundet war, ließ sich von Allers auch anwaltschaftlich vertreten.
Im Mai 1961 kam er in Untersuchungshaft, nachdem die Strafverfolgungsbehörden seine Identität und seinen Aufenthaltsort ermittelt hatten. In seiner Unterkunft fand die Polizei seine Peitsche mit den silbernen Initialen K.B., gefertigt von dem Sobiborüberlebenden Stanisław Szmajzner. Im Sobibor-Prozess, der vom 6. September 1965 bis zum 20. Dezember 1966 vor dem Landgericht Hagen stattfand, war Bolender wegen der Beihilfe zum gemeinschaftlichen Mord an mindestens 86.000 Personen und Mord in mindestens 360 Fällen angeklagt. Bolender, der seine Tätigkeit im Prozess zunächst mit Partisanenbekämpfung in der Umgebung von Lublin angab, bekannte sich erst im Kreuzverhör zu seinen Taten in Sobibor. Der Sobibor-Überlebende Moshe Bahir beschrieb Bolender als ausgesprochen brutal und sadistisch. Vor der Urteilsverkündung nahm Bolender sich durch Erhängen in der Untersuchungshaft am 10. Oktober 1966 das Leben.